# San Miguel Acatán
San Miguel Acatán – miasto w zachodniej Gwatemali, w departamencie Huehuetenango, około 100 km na północny zachód od stolicy departamentu, miasta Huehuetenango, oraz około 60 km od granicy państwowej z meksykańskim stanem Chiapas. Miasto leży w górach Sierra Madre de Chiapas na wysokości 1797 m n.p.m.
Według danych szacunkowych w 2012 roku liczba ludności miasta wyniosła 3128 mieszkańców.

## Gmina San Miguel Acatán
Jest siedzibą władz gminy o tej samej nazwie, która w 2012 roku liczyła 25 802 mieszkańców. Gmina jak na warunki Gwatemali jest mała, a jej powierzchnia obejmuje 152 km².